# Liste der Museen in Porto Alegre
Die Liste der Museen in Porto Alegre führt alle Museen der brasilianischen Metropole Porto Alegre (Rio Grande do Sul) auf. Mit Stand Mai 2024 verfügt Porto Alegre über 99 museale Einrichtungen unterschiedlicher Typen.

## A
- Acervo Artístico da Prefeitura de Porto Alegre
- Acervo Cultural do Hospital Moinhos de Vento
- Associação de Imagem e Som de Porto Alegre
- Museu Açoriano Sul-Riograndense
- Museu Anchieta de Ciências Naturais
- Museu Antropológico do Rio Grande do Sul
- Museu de Arte Contemporânea do Rio Grande do Sul
- Museu de Arte do Rio Grande do Sul Ado Malagoli (MARGS)
- Museu da Academia de Polícia Federal
- Museu de Arqueologia e Etnografia da UFRGS

## B
- Museu Banrisul
- Museu da Brigada Militar
- Museu Histórico Bispo Isac Aço

## C
- Museu da Caixa Econômica Federal
- Museu da Câmara Municipal de Porto Alegre
- Museu de Ciências Naturais da Fundação Zoobotânica do Rio Grande do Sul
- Museu de Ciências do Colégio Americano
- Museu de Ciências e Tecnologia da PUCRS
- Museu do Comando Militar do Sul
- Museu de Comunicação Social Hipólito José da Costa
- Museu do Complexo Hospitalar Santa Casa
- Museu da Cerveja

## E
- Espaço Cultural dos Correios
- Museu da Eletricidade do Rio Grande do Sul
- Museu Engenheiro Ruy Tedesco

## F
- Fundação Instituto Gaúcho do Trabalho e Folclore
- Fundação Iberê Camargo

## G
- Museu de Geologia
- Museu do Grêmio Futebol Porto Alegrense

## H
- Museu de História da Medicina do Rio Grande do Sul

## I
- Museu Itinerante Memória Carris

## J
- Museu Joaquim Felizardo
- Museu Júlio de Castilhos
- Museu Judaico de Porto Alegre

## M
- Memória RBS
- Memórias das Telecomunicações
- Memorial do Ministério Público
- Memorial do Rio Grande do Sul
- Memorial da Câmara Municipal de Porto Alegre
- Museu de Mineralogia e Petrologia Luiz Englert
- Museu Meridional
- Memorial do Mercado
- Memorial Sogipa
- Memorial Acemista-ACM
- Museu do Motor

## P
- Museu do Palácio do Piratini
- Museu de Paleontologia Irajá Damiani Pinto (UFRGS)
- Museu Previdenciário Flores da Cunha
- Pinacoteca Barão de Santo Ângelo

## S
- Santander Cultural
- Museu do Seguro do Rio Grande do Sul

## T
- Museu do Trabalho

## U
- Museu da UFRGS

## V
- Museu da Varig
- Museu Vicente Rao
- Museu do Vinho e Enoteca

## W
- Museu Wonderlamd de Miniaturas